# Goidanichiella cylindrospora
Goidanichiella cylindrospora är en svampart som beskrevs av D.W. Li & G.H. Zhao 2009. Goidanichiella cylindrospora ingår i släktet Goidanichiella, divisionen sporsäcksvampar och riket svampar.   Inga underarter finns listade i Catalogue of Life.